# Perchède
Perchède település Franciaországban, Gers megyében. Lakosainak száma 105 fő (2022. január 1.). Perchède Le Houga, Laujuzan, Magnan és Mormès községekkel határos.

## Népesség
A település népességének változása:
| Lakosok száma | 83   | 83   | 82   | 77   | 95   | 105  | 118  | 123  | 117  | 105  |
|               | 1968 | 1982 | 1990 | 2006 | 2013 | 2015 | 2017 | 2019 | 2020 | 2022 |